# Верхнє Бобино
Верхнє Бо́бино (рос. Верхнее Бобино, башк. Үрге Бобин) — присілок у складі Мечетлінського району Башкортостану, Росія. Входить до складу Малоустьікінської сільської ради.
Населення — 8 осіб (2010; 15 у 2002).
Національний склад:
- росіяни — 66 %
- башкири — 27 %